# Brandenburg zászlaja
Brandenburg zászlaja Brandenburg, a Német Szövetségi Köztársaság államának egyik nemzeti jelképe.
A címer 1330-ból származik. A zászló libériás színeket visel.
A lobogót 1991. január 30-án fogadták el.
A zászló arányai: 3:5.